# الانجی

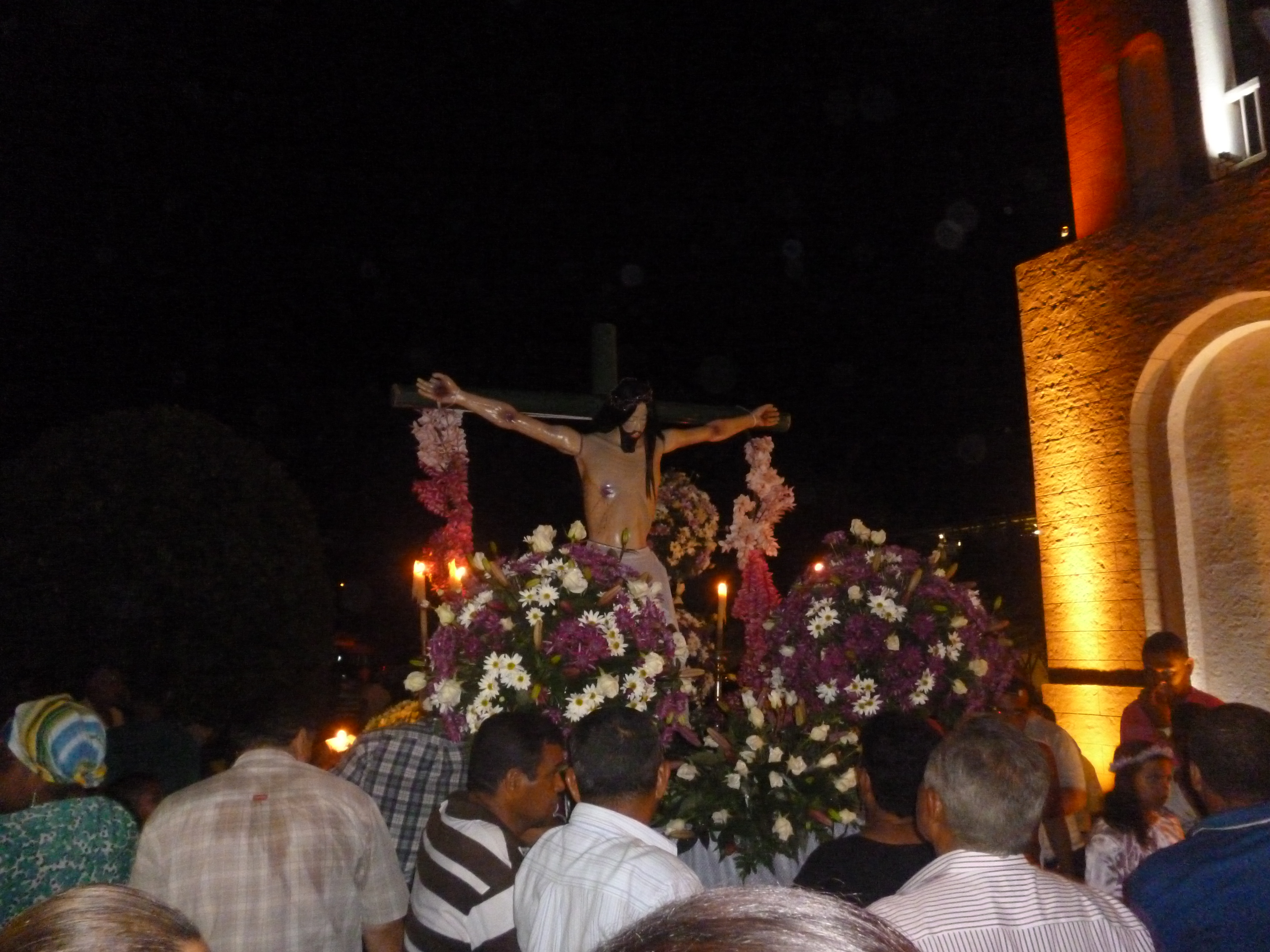
الانجی

الانجی (به اسپانیایی: Alanje) یک منطقهٔ مسکونی در پاناما است که در Chiriquí Province واقع شده‌است.

## خصوصیات
الانجی ۱ ۵۱۷ نفر جمعیت دارد.